# Howie Dorough
Howard Dwaine "Howie" Dorough (Orlando, Florida, 1973. augusztus 22. –) amerikai zenész-énekes, 1993-tól a Backstreet Boys nevű amerikai együttes egyik frontembere.

## Életrajz
Howie Orlando-ban, Floridában született, ahol jövőbeli zenésztársával, A.J-vel találkozott.
Édesanyja Puerto Ricó-i, Paula Lopes, édesapja ír-amerikai, Hoke Dorough. Habár félig spanyol származású, nem beszél spanyolul. Howie már 3 évesen szeretett énekelni. Tagja volt a Menudo nevű latin fiúcsapatnak tinédzser évei alatt. Nemzetközi hírnévre tett szert a '90-es években a Backstreet Boys-szal.

## Backstreet Boys
A csapat többi tagja: A.J. McLean, Brian Littrell, Kevin Richardson, és Nick Carter.

## Magánélet
2007-ben elvette barátnőjét, Leigh Boniello-t. 2009 májusában megszületett közös gyermekük James Hoke Dorough.

## További információ
- Hivatalos oldal
- Howie Dorough a Facebookon
- Howie Dorough a PORT.hu-n (magyarul)
- Howie Dorough az Internet Movie Database-ben (angolul)
- Howie Dorough a Rotten Tomatoeson (angolul)